# Attigny (Ardenes)
Attigny és un municipi francès situat al departament de les Ardenes i a la regió del Gran Est. L'any 2007 tenia 1.178 habitants.

## Demografia

### Població
El 2007 la població de fet d'Attigny era de 1.178 persones. Hi havia 491 famílies, de les quals 148 eren unipersonals (68 homes vivint sols i 80 dones vivint soles), 175 parelles sense fills, 132 parelles amb fills i 36 famílies monoparentals amb fills.
La població ha evolucionat segons el següent gràfic:
Habitants censats

### Habitatges
El 2007 hi havia 571 habitatges, 493 eren l'habitatge principal de la família, 27 eren segones residències i 51 estaven desocupats. 490 eren cases i 79 eren apartaments. Dels 493 habitatges principals, 305 estaven ocupats pels seus propietaris, 171 estaven llogats i ocupats pels llogaters i 17 estaven cedits a títol gratuït; 1 tenia una cambra, 20 en tenien dues, 59 en tenien tres, 124 en tenien quatre i 290 en tenien cinc o més. 363 habitatges disposaven pel capbaix d'una plaça de pàrquing. A 265 habitatges hi havia un automòbil i a 152 n'hi havia dos o més.

### Piràmide de població
La piràmide de població per edats i sexe el 2009 era:
| Homes | Edats   | Dones |
| ----- | ------- | ----- |
| 0     | 95 o +  | 0     |
| 0     | 90 a 94 | 0     |
| 16    | 85 a 89 | 4     |
| 4     | 80 a 84 | 16    |
| 40    | 75 a 79 | 48    |
| 36    | 70 a 74 | 36    |
| 32    | 65 a 69 | 40    |
| 16    | 60 a 64 | 32    |
| 24    | 55 a 59 | 20    |
| 40    | 50 a 54 | 44    |
| 52    | 45 a 49 | 48    |
| 24    | 40 a 44 | 16    |
| 56    | 35 a 39 | 44    |
| 40    | 30 a 34 | 44    |
| 36    | 25 a 29 | 36    |
| 40    | 20 a 24 | 24    |
| 52    | 15 a 19 | 40    |
| 44    | 10 a 14 | 48    |
| 52    | 5 a 9   | 36    |
| 40    | 0 a 4   | 8     |

## Economia
El 2007 la població en edat de treballar era de 729 persones, 460 eren actives i 269 eren inactives. De les 460 persones actives 401 estaven ocupades (233 homes i 168 dones) i 59 estaven aturades (23 homes i 36 dones). De les 269 persones inactives 78 estaven jubilades, 59 estaven estudiant i 132 estaven classificades com a «altres inactius».

### Ingressos
El 2009 a Attigny hi havia 505 unitats fiscals que integraven 1.163 persones, la mediana anual d'ingressos fiscals per persona era de 14.891 €.

### Activitats econòmiques
Dels 78 establiments que hi havia el 2007, 3 eren d'empreses alimentàries, 1 d'una empresa de fabricació de material elèctric, 1 d'una empresa de fabricació d'altres productes industrials, 9 d'empreses de construcció, 23 d'empreses de comerç i reparació d'automòbils, 6 d'empreses de transport, 6 d'empreses d'hostatgeria i restauració, 1 d'una empresa d'informació i comunicació, 2 d'empreses financeres, 2 d'empreses immobiliàries, 7 d'empreses de serveis, 14 d'entitats de l'administració pública i 3 d'empreses classificades com a «altres activitats de serveis».
Dels 23 establiments de servei als particulars que hi havia el 2009, 1 era una oficina d'administració d'Hisenda pública, 1 gendarmeria, 1 oficina de correu, 1 oficina bancària, 3 tallers de reparació d'automòbils i de material agrícola, 1 autoescola, 1 paleta, 2 guixaires pintors, 2 fusteries, 2 lampisteries, 1 electricista, 2 perruqueries, 1 veterinari, 2 restaurants i 2 salons de bellesa.
Dels 11 establiments comercials que hi havia el 2009, 1 era un hipermercat, 1 una gran superfície de material de bricolatge, 2 fleques, 2 carnisseries, 1 peixateria, 1 sabateria, 1 botiga de mobles, 1 botiga de material de revestiment de parets i terra i 1 joieria.
L'any 2000 a Attigny hi havia 6 explotacions agrícoles.

## Equipaments sanitaris i escolars
L'únic equipament sanitari que hi havia el 2009 era una farmàcia.
El 2009 hi havia una escola elemental. Attigny disposava d'un col·legi d'educació secundària amb 198 alumnes.

## Poblacions més properes
El següent diagrama mostra les poblacions més properes.